# Maria Luísa Vilão Palma
Maria Luísa Vilão Palma é uma política portuguesa, independente, mas com ligações ao Partido Ecologista "Os Verdes", conhecida pelo seu poema em honra de Catarina Eufémia, "Laivos de Aquentejo". Foi professora do Ensino Básico.